# 員林客運二林站
員林客運二林站是員林客運設於彰化縣二林鎮斗苑路5段128號服務站。
二林站位於縣道150上，是二林鎮重要的車站，又因二林鎮是彰化縣西南地區中心，此站服務了二林、竹塘、大城、芳苑等鄉鎮。

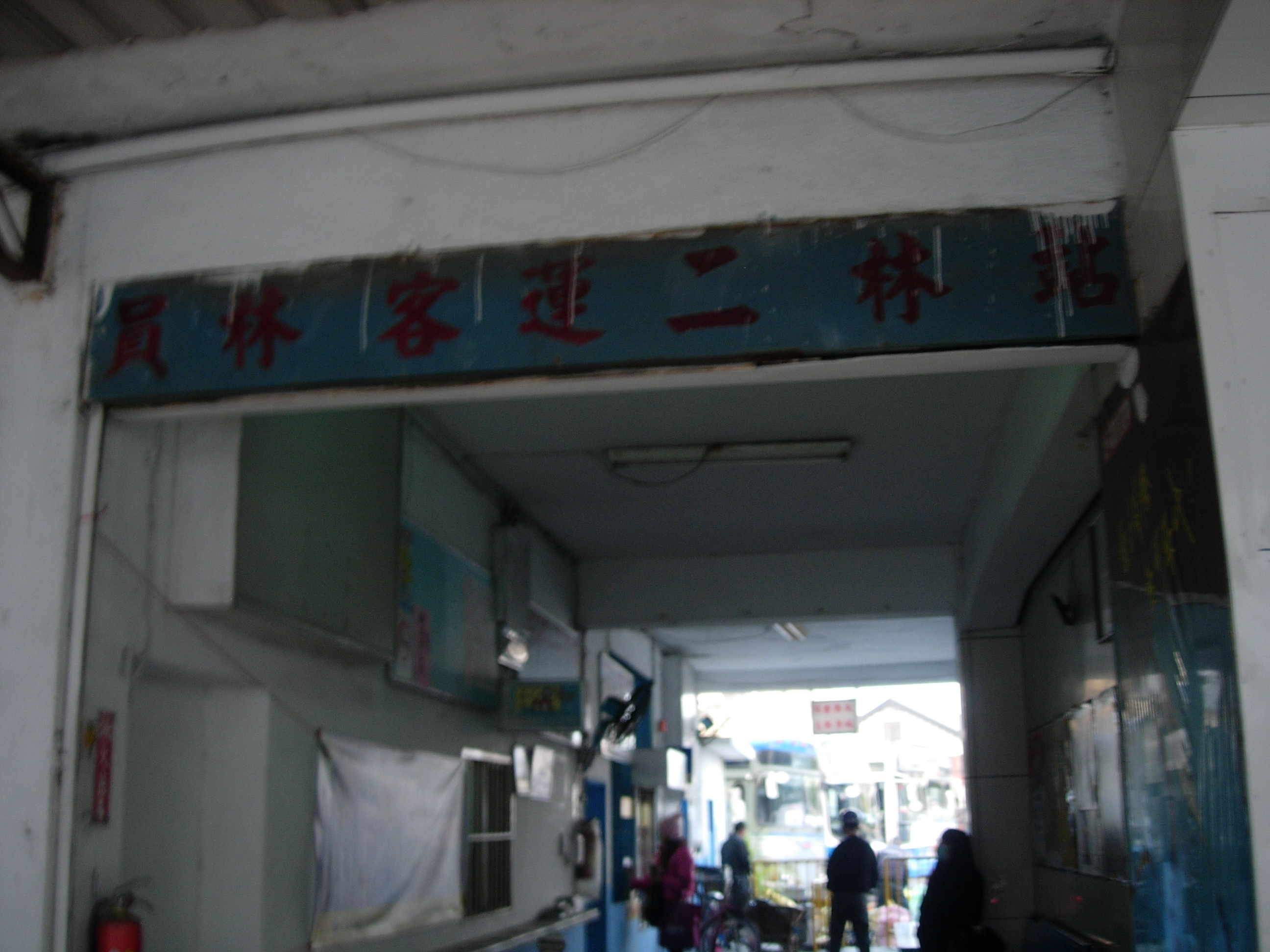
二林站入口

## 場站月台
二林站有一處服務室，提供旅客票務及時刻資訊。
月台指示牌分別如下：
- 往頂庄　台西　西港　大城
- 往台中　烏日　彰化　溪湖
- 往田中　北斗　合興　原斗｜員林　永靖　北斗　溪洲　路口厝　竹塘
- 往王功　芳苑　路上

## 行駛路線
- 【15】 二林－高鐵彰化站－溪頭（行經台76線及國道3號）（台灣好行溪頭B線）
- 【19】 彰化－二林（行經國道1號）（與彰化客運聯營）
- 【20】 員林－溪湖－二林
- 【6707】 二林－北斗－員林
- 【6709】 二林－高鐵彰化站－田中
- 【6710】 二林－王功
- 【6712】 二林－西港
- 【6712A】 二林－西港（經頂莊、台西村）

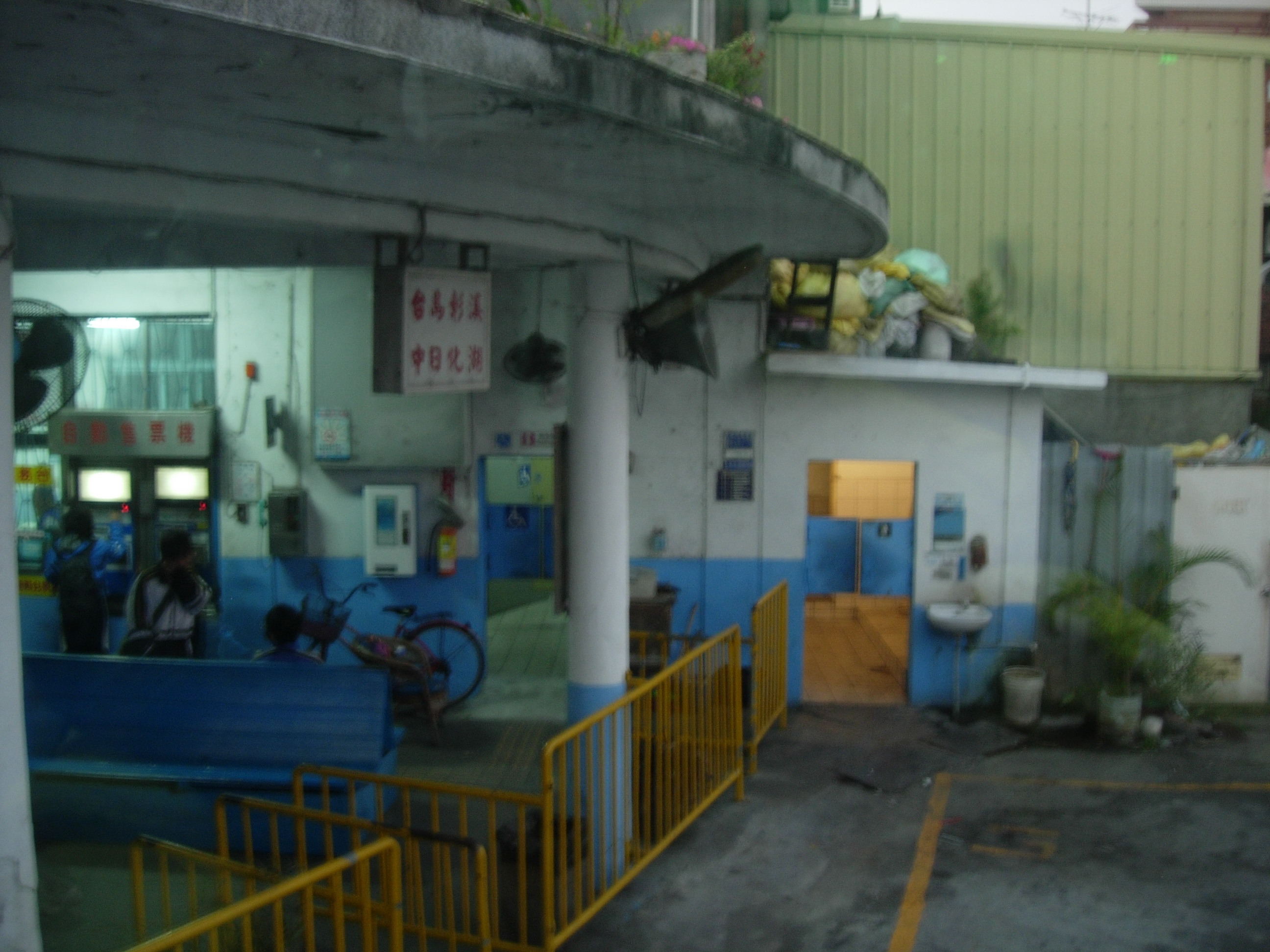
二林站月臺

- 【6713】 彰化－二林（經彰水路）
- 【6714】 彰化－西港
- 【6736】 台中－彰化－二林
- 【6737】 台中－大城－西港
- 【6738】 台中－芳苑－王功
- 【9019】 台中朝馬－二林－麥寮

## 時刻班次
- 【15】
  - 往合興　北斗　高鐵彰化站　田中　溪頭每日1班次
- 【19】
  - 往梅芳里　溪湖　彰化縣政府　彰化車站每日12班次
- 【20】
  - 往梅芳里　溪湖　彰化醫院　員林每日12班次
- 【6707】
  - 往路口厝　溪州　北斗　田尾　永靖　員林方向每日15班次
    - 分為經明道大學與未經明道大學兩種模式
- 【6709】
  - 往合興　北斗　高鐵彰化站　田中每日12班次
    - 分為經明道大學與未經明道大學兩種模式
- 【6710】【6738】
  - 往路上　芳苑　王功每日16班次
- 【6713】【6714】【6736】【6737】【6738】
  - 往溪湖　彰化　臺中每日40班次
    - 分為彰化止及經高鐵臺中站、經國道、臺中止等模式

【6712】【6714】【6737】
- - 往台西　西港每日12班次，周五加開1班次
    - 分為行經台西與未經台西兩種模式  （此台西為彰化縣大城鄉下海墘地區）
- 【9019】
  - 往麥寮　台中朝馬每日5班次

## 車站週邊

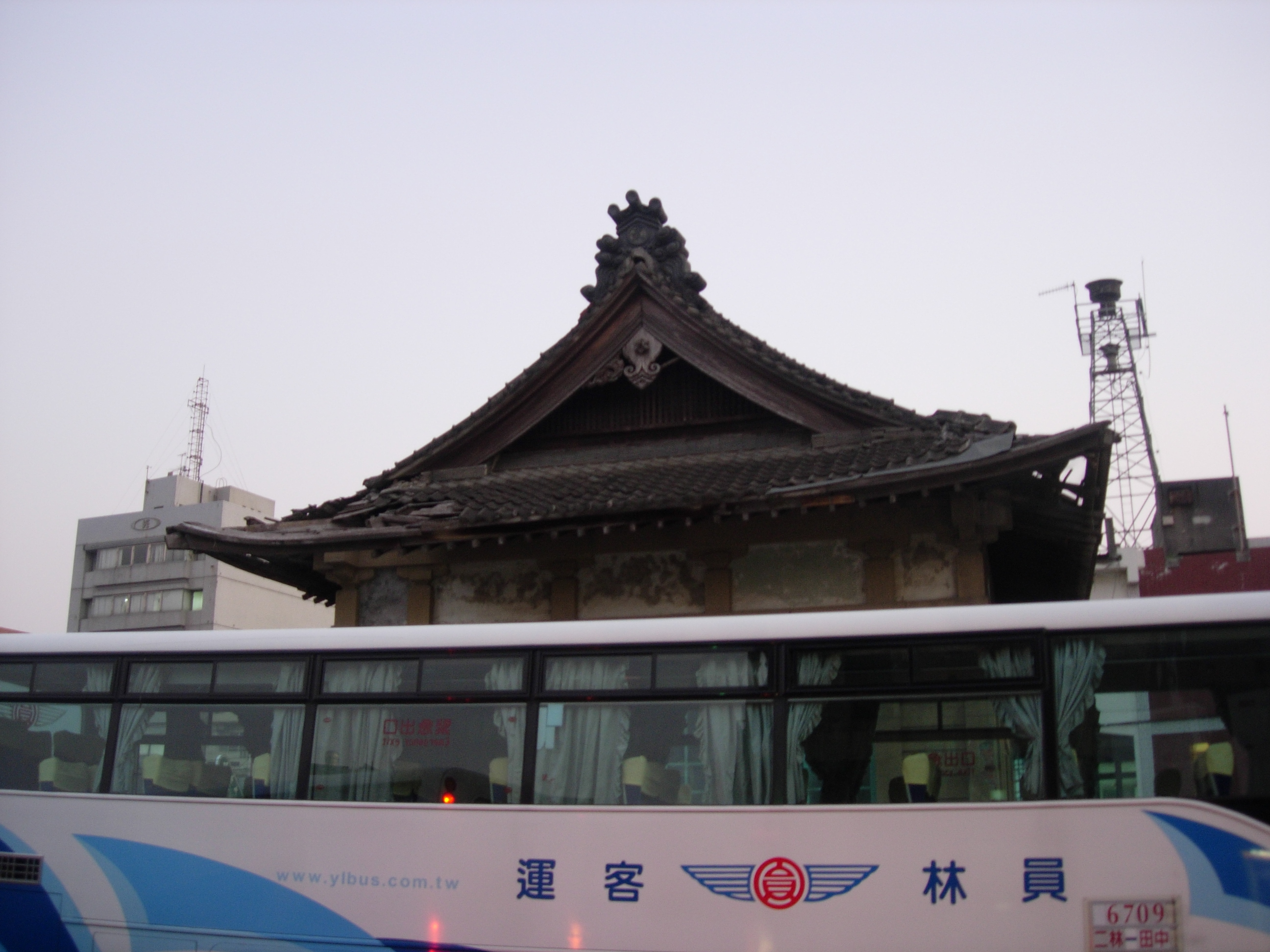
武德殿與二林站僅一牆之隔

- 二林市區
- 二林國小
- 二林工商
- 二林鎮第一市場、第二市場
- 二林仁和宮
- 二林武德殿
- 二林老街
- 二林分駐所
- 二林戶政事務所
- 臺灣企銀二林分行
- 彰化銀行二林分行
- 統聯客運二林站（約600公尺）

## 圖片

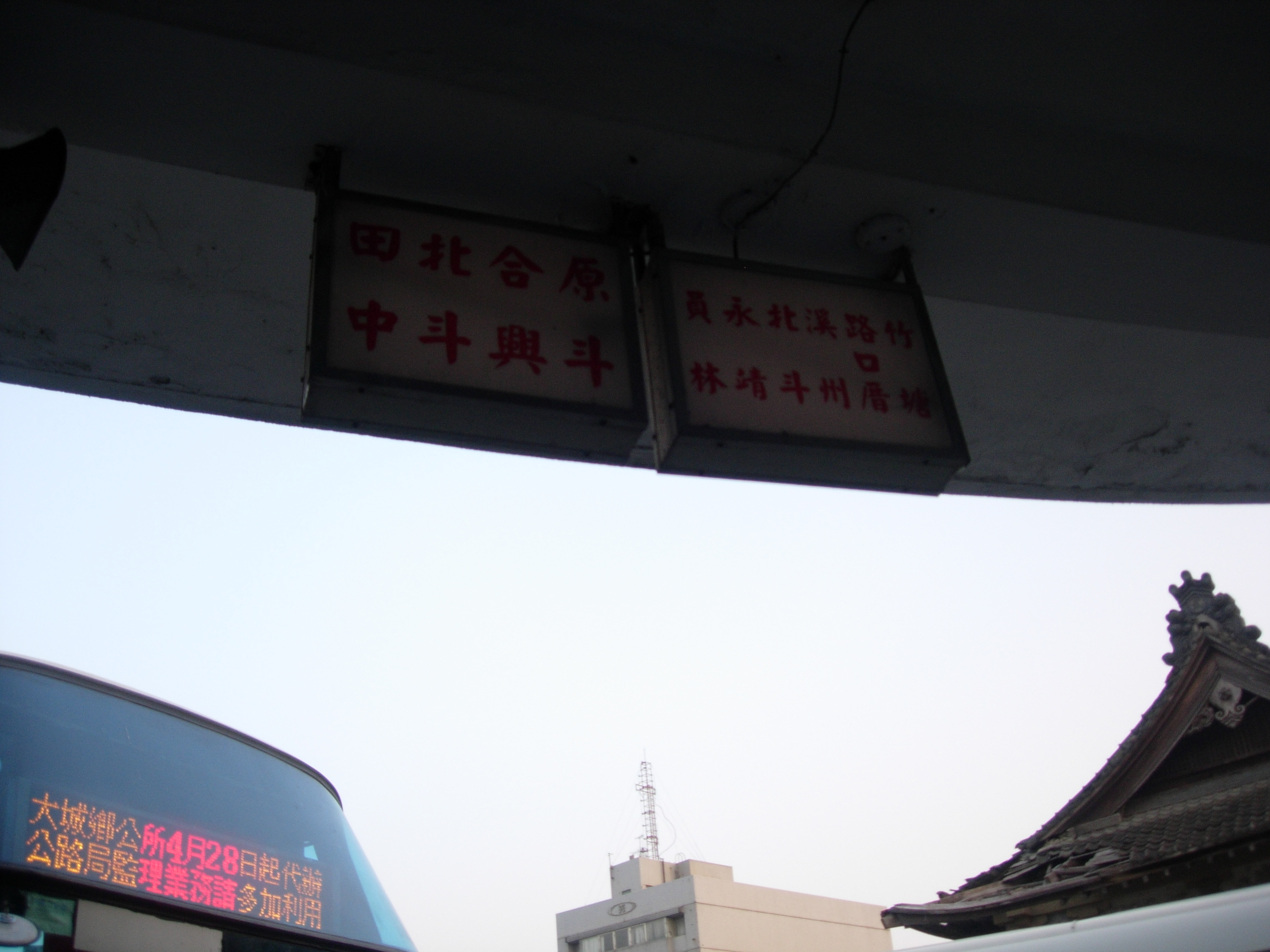
二林站月台
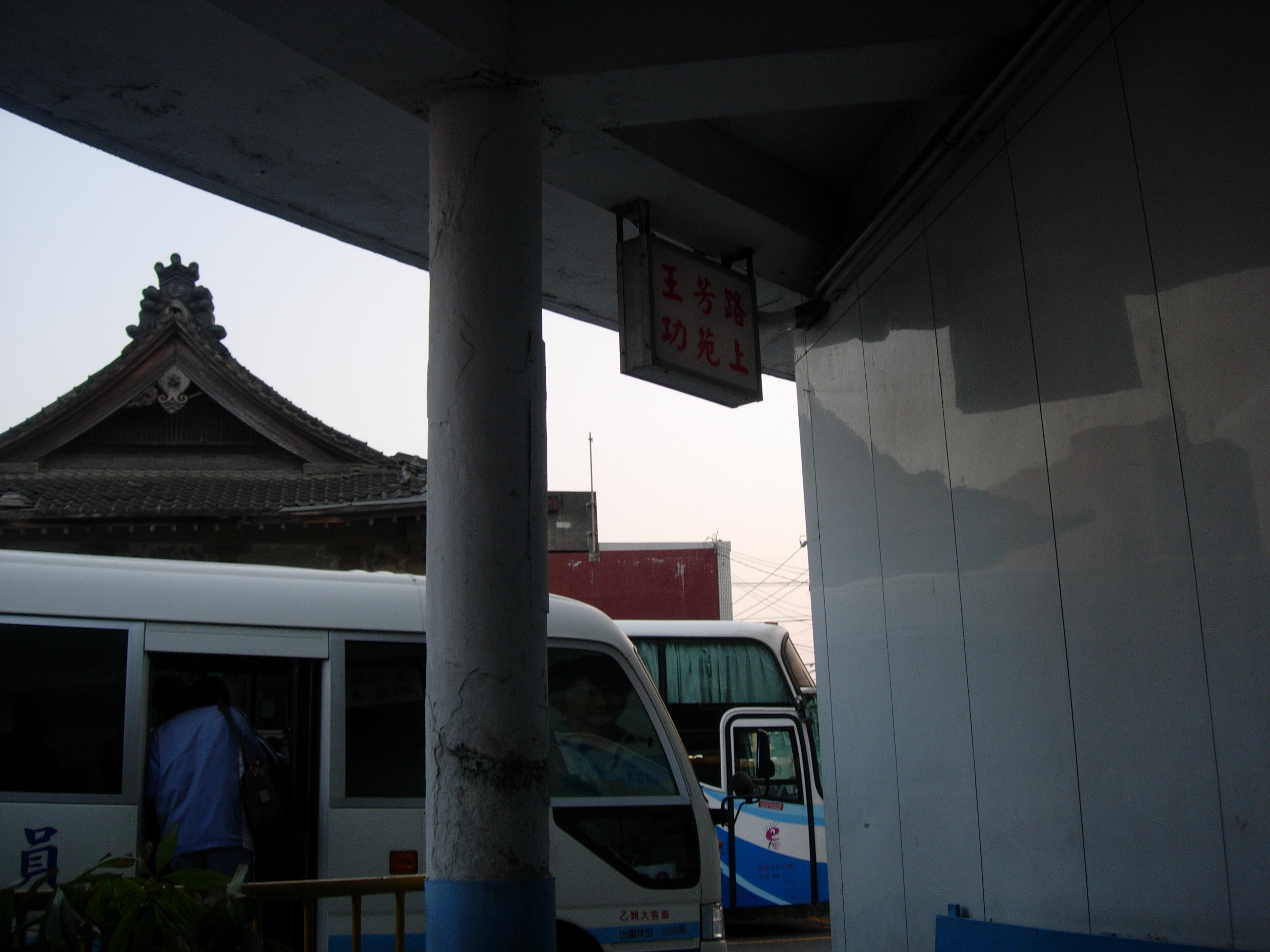
二林站月台
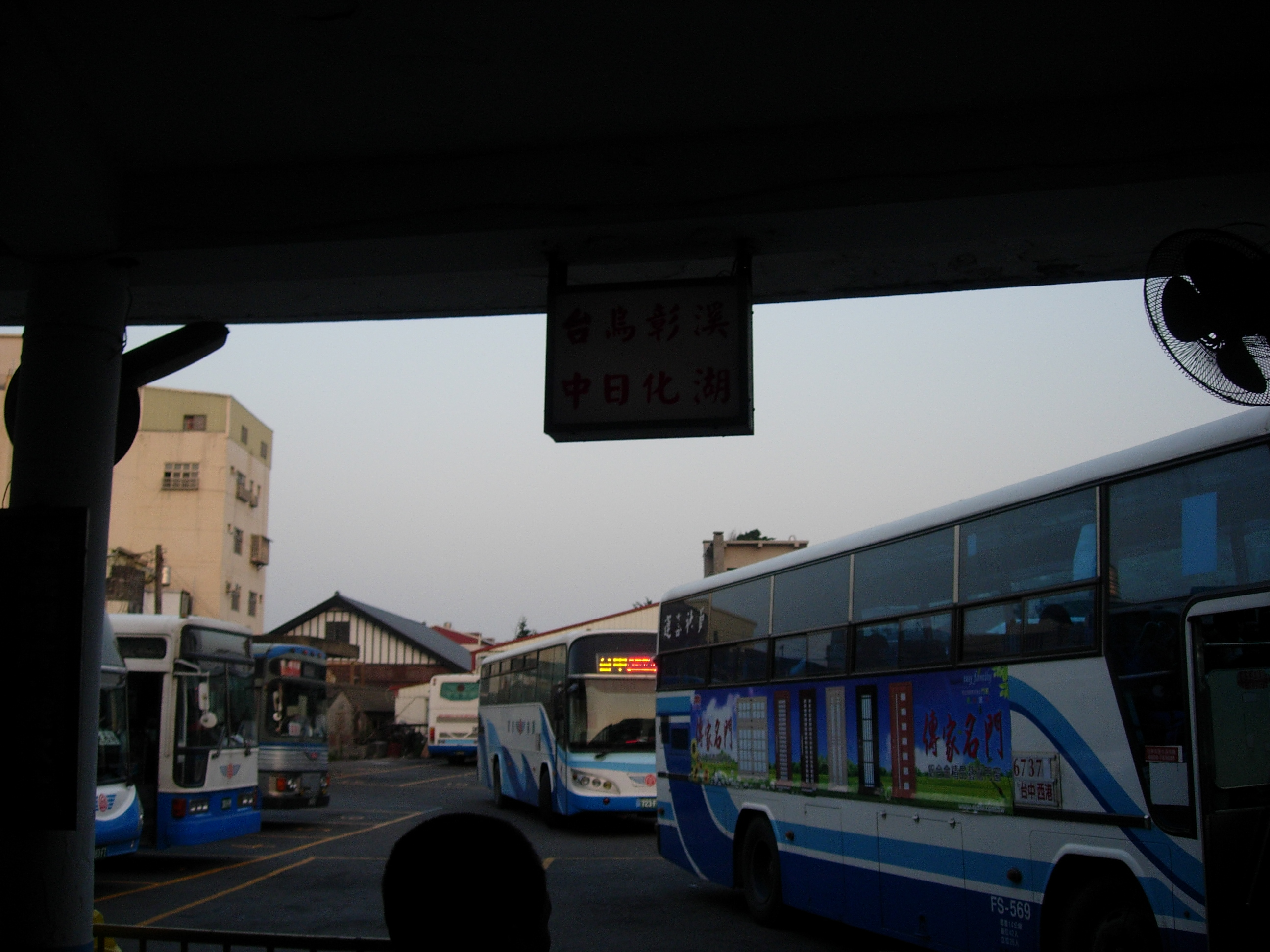
二林站月台
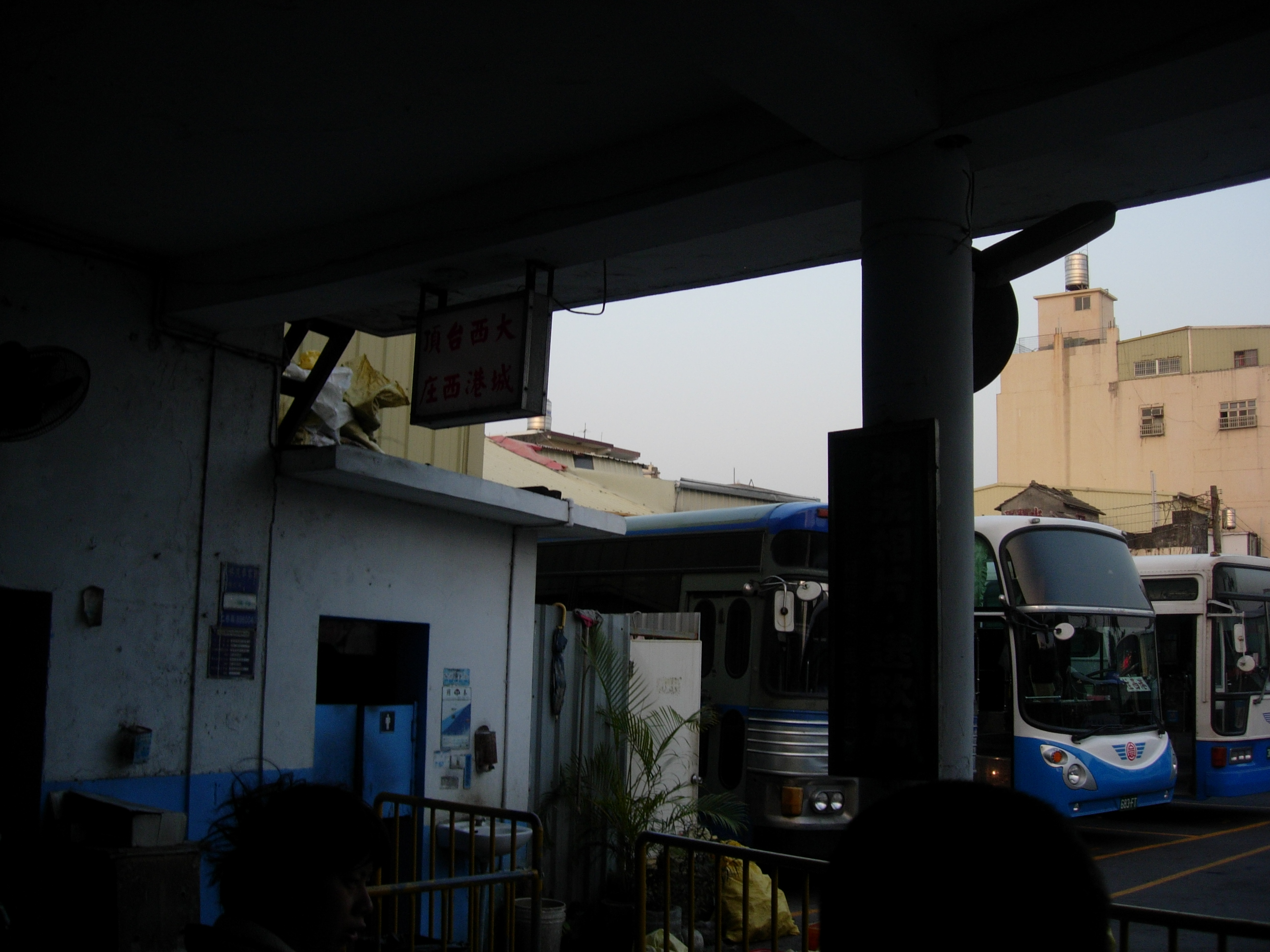
二林站月台
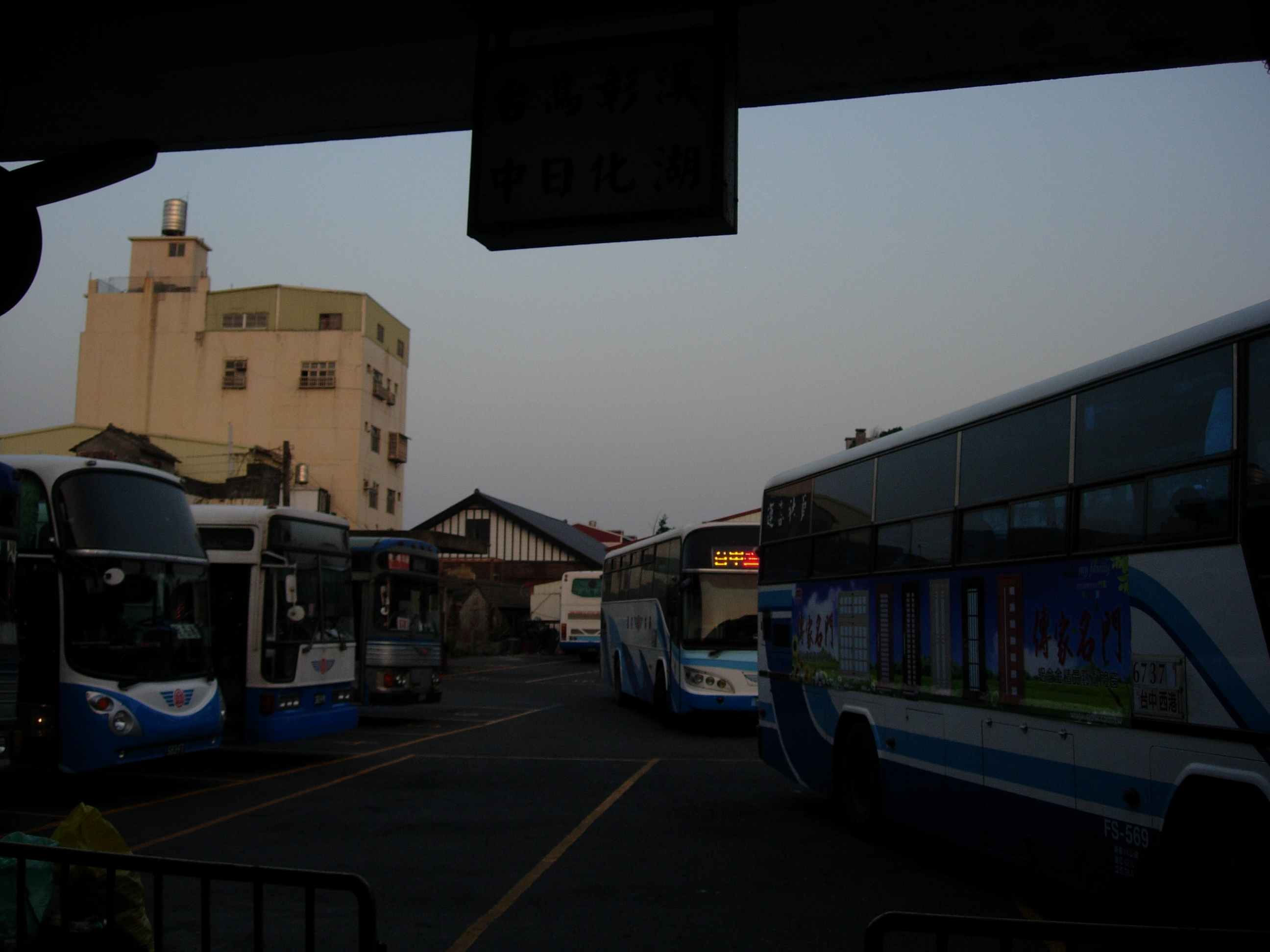
二林站停車場
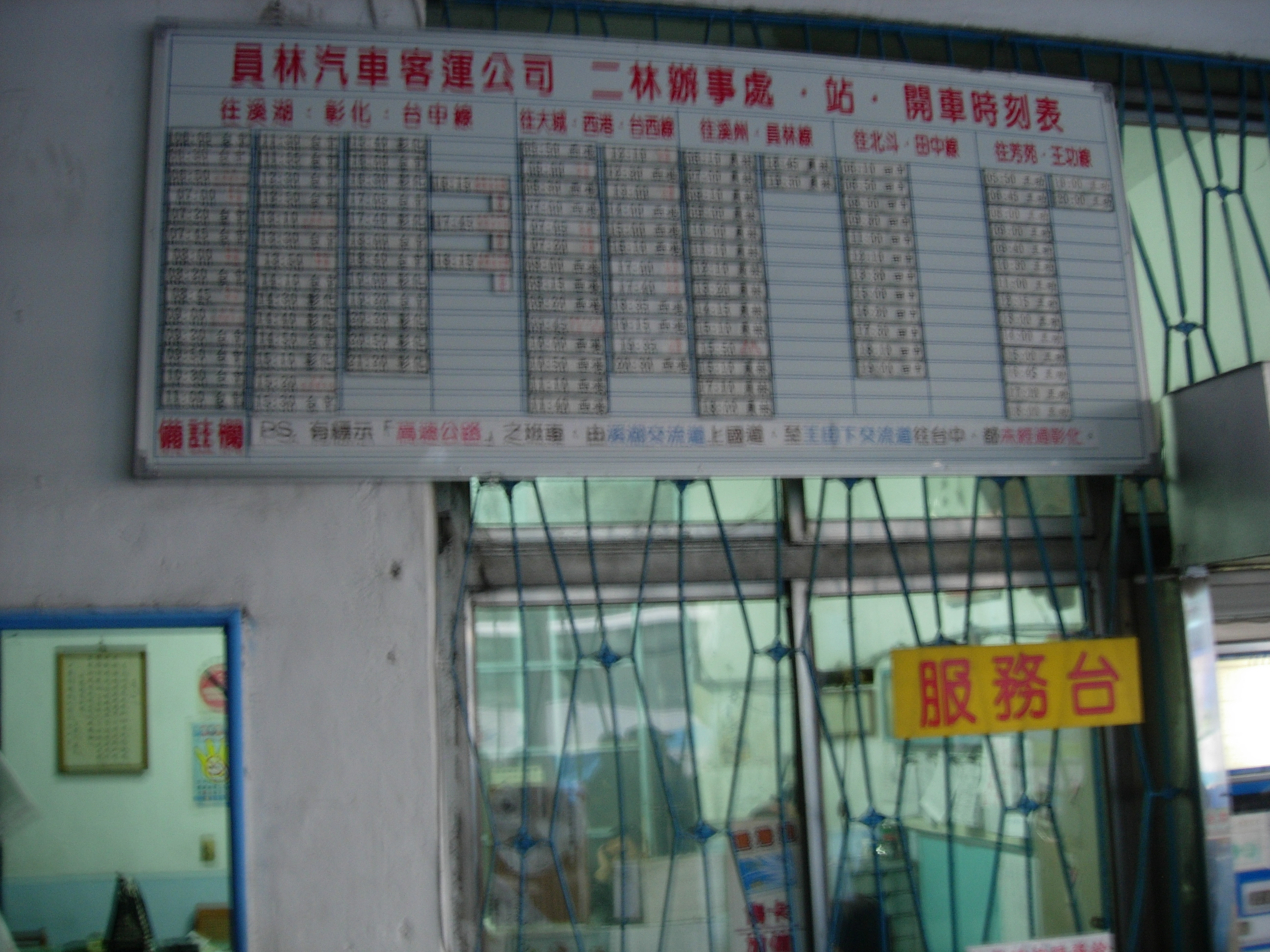
二林站服務臺
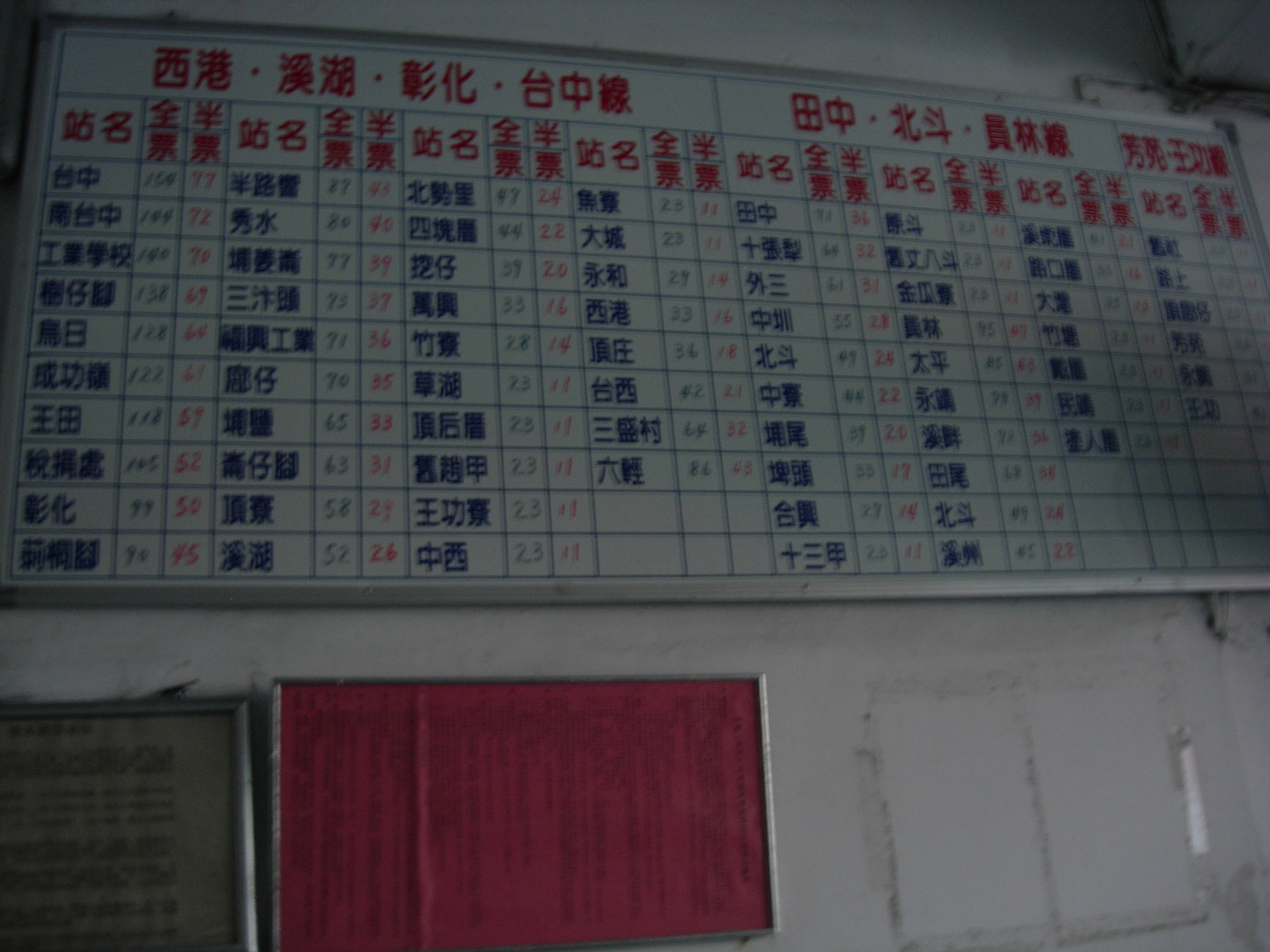
二林站票價表

## 資料來源
1. ↑  .   [2011-12-26]. （原始内容存档于2019-05-18）.
2. ↑  .   [2011-12-26]. （原始内容存档于2006-08-25）.
3. ↑  .   [2011-12-26]. （原始内容存档于2011-09-27）.

## 外部連結
- 員林客運官網（页面存档备份，存于）
- 劉克襄：二林車站的木椅